# Storia di Campagna

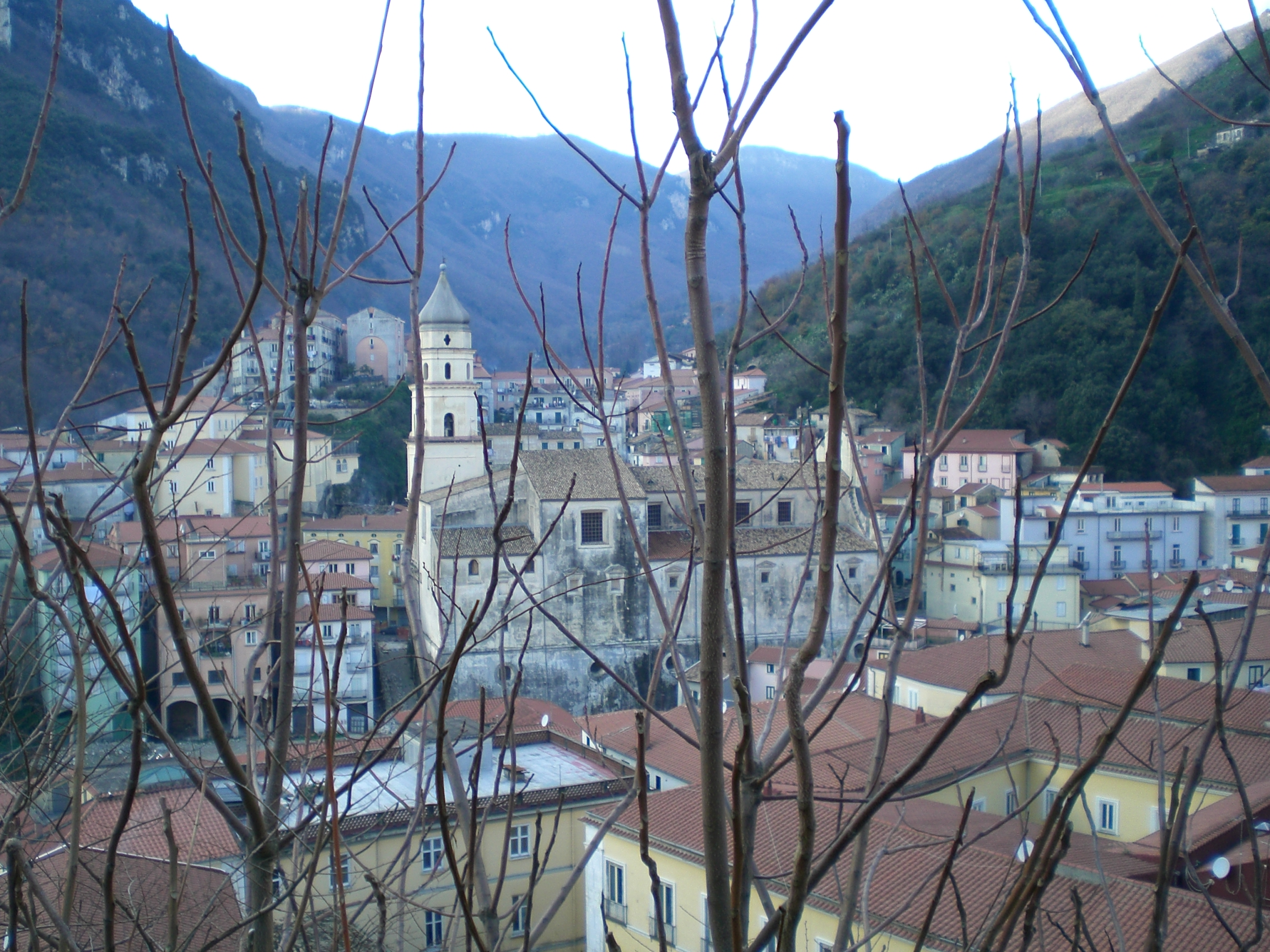
Panorama del centro storico

La storia di Campagna è tra le più documentate e ricche della Campania.

## Le origini
Tracce certe dei primi abitanti si hanno a partire dal XV secolo a.C. come hanno testimoniano i ritrovamenti ossiferi risalenti all'età del bronzo, in una grotta nella valle del Tenza e i rinvenimenti fatti nella valle dei tassi, presso il monte Polveracchio, di epoca del bronzo. Nelle zone pedemontane di Piantito, Palazza, Tuoro, Saginara sono state rinvenute tombe, vasellame dipinto e monete (IV-III secolo a.C.) e del periodo romano sono in parte visibili i resti del ponte romano sul Sele della Via Popilia in località Persano scalo e nelle vicinanze un approdo fluviale. Tranne questi rinvenimenti, non esistono prove certe dell'esistenza di abitati se non a partire dal IX secolo in epoca longobarda.

## L'età longobarda
Le aree pedemontane, denominate nell'altomedioevo locus Ariano e locus Furano, rispettivamente a sinistra e a destra delle sponde del fiume Tenza, probabilmente abitate da pastori e contadini in case sparse, erano costellate da mulini ad acqua, da otto chiese e due castelli (Castello de Pancia, Castello de Alegisio). Nella valle del Tenza era presente un abitato posto sul promontorio Zappino con tre chiese e a ridosso il Castello Gerione. Probabilmente, a seguito delle scorrerie saracene dell'843, gli abitanti si rifugiarono presso il Gerione perché più nascosto e maggiormente difendibile.

## Il periodo normanno

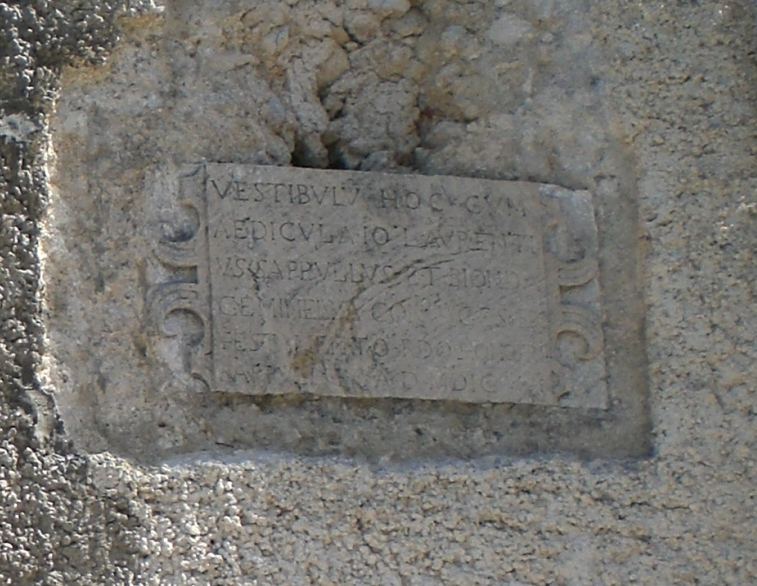
Lapide trecentesca posta sulla facciata del Santuario della Madonna d'Avigliano.

L'abitato principale nel periodo normanno viene dotato di una struttura difensiva composta da torri, cinque porte (Porta Roma, Porta Atro, Porta Fiera, Porta Zappino, Porta Giudeca) e le abitazioni costruite intorno, usate come mura difensive, il tutto collegato da un sentiero, protetto da un muro, con il castello Gerione posto sulla collina Girolo.
Sullo sperone roccioso, denominato successivamente Sant'Agostino, venne costruito nel XIII secolo un palazzo per i feudatari, lasciando l'uso del castello alle truppe. Oltre al casale Zappino, al di fuori delle mura, a monte del colle Girolo, erano presenti i casali di Pianello, San Nicola di Possessione (oggi Pedenzone) e Torelli. Per quel che riguarda le altre due zone pedemontane, sono documentate l'esistenza di una chiesa di S. Maria di Pulea (documentata nel 1170), probabile chiesa del nucleo medievale di Puglietta, la chiesa-monastero di S.Giacomo degli Eremiti (documentata nel 1192) e la chiesa di S. Maria de Strata con convento annesso, ubicata in località Calli e abbandonata nel XIV secolo.

## Il periodo aureo
Il feudo di Campagna dopo i Normanni passò ai Del Balzo, ai Sanseverino, agli Orsini, al Demanio della Corona e infine agli Orsini di Gravina il cui possesso durò dal 1431 al 1530.
In questo periodo la città cominciò a prendere l'assetto urbanistico attuale. Verso la metà del XV secolo il numero di abitanti è stimato intorno ai 14.000.

### Melchiorre Guerriero e la diocesi
Nel 1525 venne istituita la diocesi di Campagna da Clemente VII e durò fino al 1983, data in cui venne di fatto incorporata a Salerno (formalmente arcidiocesi di Salerno-Campagna-Acerno).
Fautore di questa conquista fu Melchiorre Guerriero (1468-1525) custode della cancelleria apostolica e maestro dei brevi pontifici. Il suo primo successo fu elevare la Chiesa di S. Maria della Giudeca in Collegiata nel 1514 (con l'aiuto del conte Ferdinando Orsini) dal papa Leone X.
Nel 1525, con bolla papale di Clemente VII, approfittando di contrasti fra il papa e il vescovo di Salerno, fece istituire una nuova sede vescovile a Campagna (spaccando il territorio salernitano), unendola a quella di Satriano (in stato di abbandono).

## Il Marchesato Grimaldi
Il 23 luglio 1532 Carlo V, elevata Campagna a Marchesato, la concesse a Onorato I di Monaco, in cambio della sua fedeltà; i suoi discendenti Carlo II di Monaco, Ercole I di Monaco e Onorato II di Monaco lo tennero fino al 1641.
Il XVI secolo rappresenta il secolo aureo per lo sviluppo urbanistico di Campagna che si arricchisce di nuovi edifici religiosi e civili, cappelle, palazzi nobiliari, di bellissime fontane e si dà l'avvio alla costruzione della basilica cattedrale.
Furono istituite l'Accademia dei Taciturni e l'Accademia dei Solitari che avevano contatti con saltre consimili a Firenze, Venezia e Napoli; nacque la prima tipografia e furono fondati diversi ordini conventuali e monastici(agostiniani, francescani minori, conventuali, francescani paolotti, domenicani, clarisse, benedettine), le cui strutture monumentali, connotate da chiostri rinascimentali sostenuti da colonne danno l'idea della ricchezza economica e culturale del marchesato.
Nel 1641 il Marchesato di Campagna venne confiscato ai Grimaldi e concesso a Girolamo Maria Caracciolo di Torrecuso che lo ebbero fino al 1660, anno in cui ritornò ancora nelle mani di Onorato II di Monaco e a Luigi I di Monaco) fino al 1673.
Campagna entrò in un circuito politico europeo in cui i personaggi locali si resero celebri nelle scienze, nelle lettere, lella carriera militare e in quella ecclesiastica.

## I Caracciolo di Torrecuso
Campagna ebbe, sotto il dominio dei Caracciolo esercitato dal Capitano Lelio dei conti Maffey inviato nella cittadina con pieni poteri (1640), periodi di alterna fortuna. Sull'onda della rivoluzione di Masaniello, nel 1647 vi fu una rivolta popolare con l'uccisione di alcuni maggiorenti locali. Dopo tali avvenimenti Campagna ottenne finalmente nuovi statuti locali e maggiori garanzie in favore degli abitanti. Campagna ebbe a soffrire anche la famosa peste del 1656che causò la decimazione della popolazione (da circa 6.000 passarono a 1.500). Nel 1660 ritornarono i Grimaldi. Campagna ebbe una certa ripresa durante l'Illuminismo, quando a governare sul feudo subentrarono i Pironti con il titolo di Duchi (1694)

## La stampa

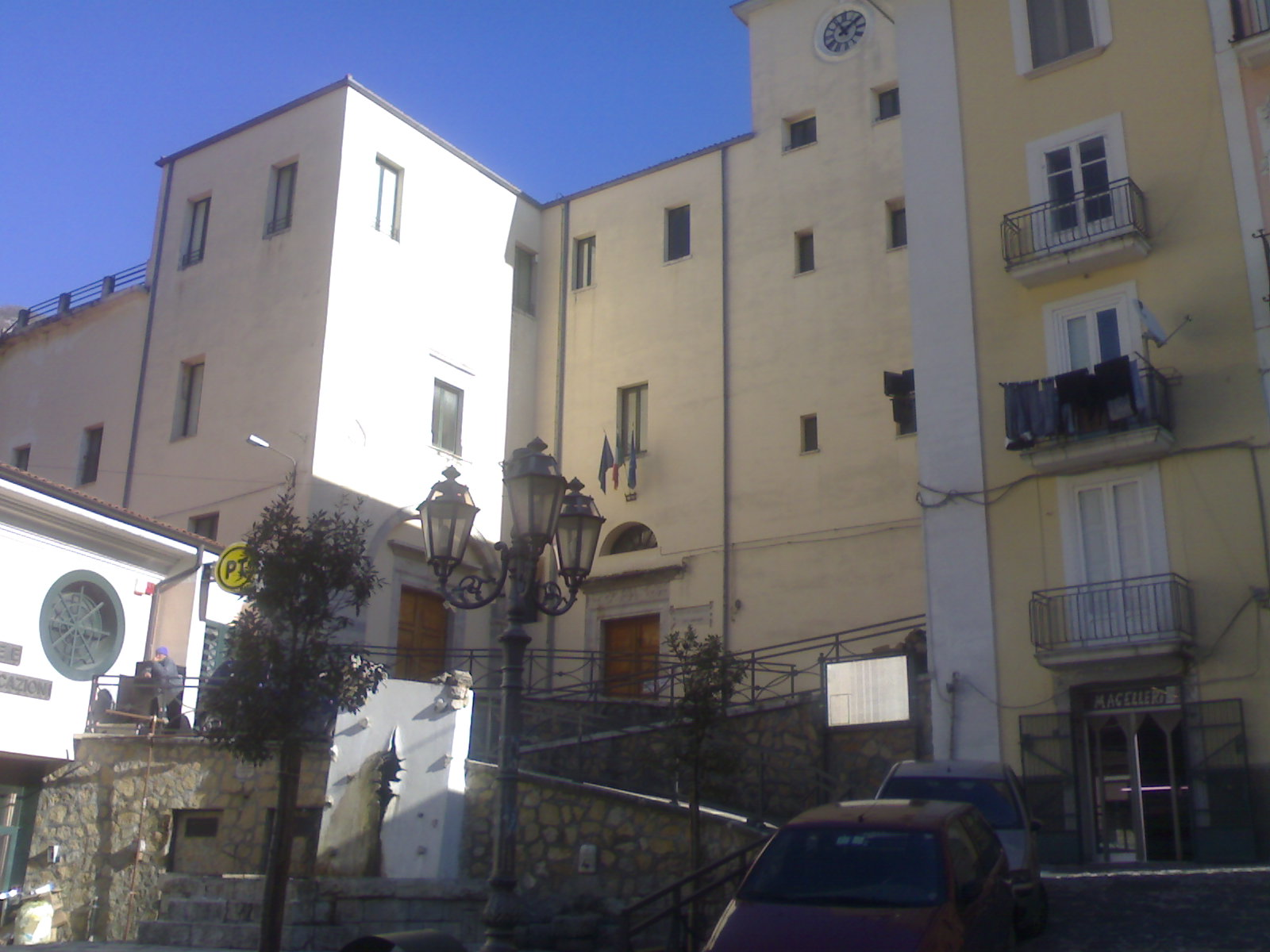
Il Palazzo Tercasio, sede della prima tipografia del Principato Citra

Nel 1545 venne fondata la prima tipografia dell'attuale territorio salernitano, da Giovanni Antonio De Nigris e Marco Fileta Filiuli nel Palazzo Tercasio. Già fondatori anche delle Accademia dei Taciturni e l'Accademia dei Solitari, De Nigris e Filiuli invitarono a Campagna il tipografo Francesco Fabri di Corinaldo.
Il primo libro stampato fu Repertorium super extravaganti constitutione Clementis Papae VII contra clericos non incedentes in habitu et tonsura una cum mirifico apparatu di De Nigris. Seguirono altre opere di De Nigris e Fileta Filiuli, Giulio Ferretti, Girolamo Britonio, Virgilii de Castro, Luigi Tronolo, Berlingiero Bernalla, Giovanni Bolognetti.
La stampa di testi continuò fino al 1673 grazie all'arrivo del Vescovo Juan Caramuel y Lobkowitz, che fondò la tipografia, da lui stesso definita " Arca Santa", prima nel monastero di SS Spirito e poi nel Palazzo Vescovile.
Vi furono stampati numerosi suoi libri fra cui il Mathesis Biceps, vetus et nova (1670), dove espose i principi generali delle potenze a base n, che si inserisce nel quadro della ricerca che infine porterà al calcolo binario, il Pandoxium physico-Ethicum, cius tomi sunt tres: Primusque Logicam, secundus Philosophiam, et tertius Theologiam realiter et moraliter dilucidat (1668) e il Primus Calamus ob oculos exhibens Rhithmicam quae Hispanicos, Italicos, Gallicos, Germanicos (1668, seconda edizione).

## Il Ducato Pironti
Tolto il Marchesato definitivamente ai monegaschi, passò al Demanio che lo vendette ai Pironti nel 1694, con il titolo ducale.
Con i Pironti nel XVIII secolo si completò l'impianto urbanistico della città: venne costruito il palazzo ducale e modificato l'attuale Largo Giulio Cesare Capaccio ed edificato l'ospedale civico (attuale caserma Carabinieri).
Dal 1811 al 1860 divenne capoluogo dell'omonimo distretto del Regno delle Due Sicilie.
Dal 1859 al 1927, durante il Regno d'Italia, fu confermato capoluogo dell'omonimo circondario.

## Il declino: enti e uffici soppressi
Nel XIX secolo la posizione geografica (che aveva di fatto favorito lo sviluppo di Campagna) provocò il suo lento declino. Venne tagliata fuori dalle grandi vie di comunicazione e cominciò l'esodo degli abitanti verso la pianura di Eboli e Battipaglia.
Dagli inizi del novecento furono gradualmente soppressi tutti gli enti pubblici:
- carcere
- catasto
- circondario di Campagna (1859-1927): con una superficie di 1601 km², comprendeva 35 comuni raggruppati in 9 mandamenti
- diocesi (1525-1986)
- distretto militare (1878-1927)
- ospedale (1598-1860)
- seminario arcivescovile (1723-1961)
- sottointendenza (1859-1927)
- sottoprefettura (1861-1926)
- stazione ferroviaria di Tuori-Serradarce (1800-1968)

## Il campo di internamento

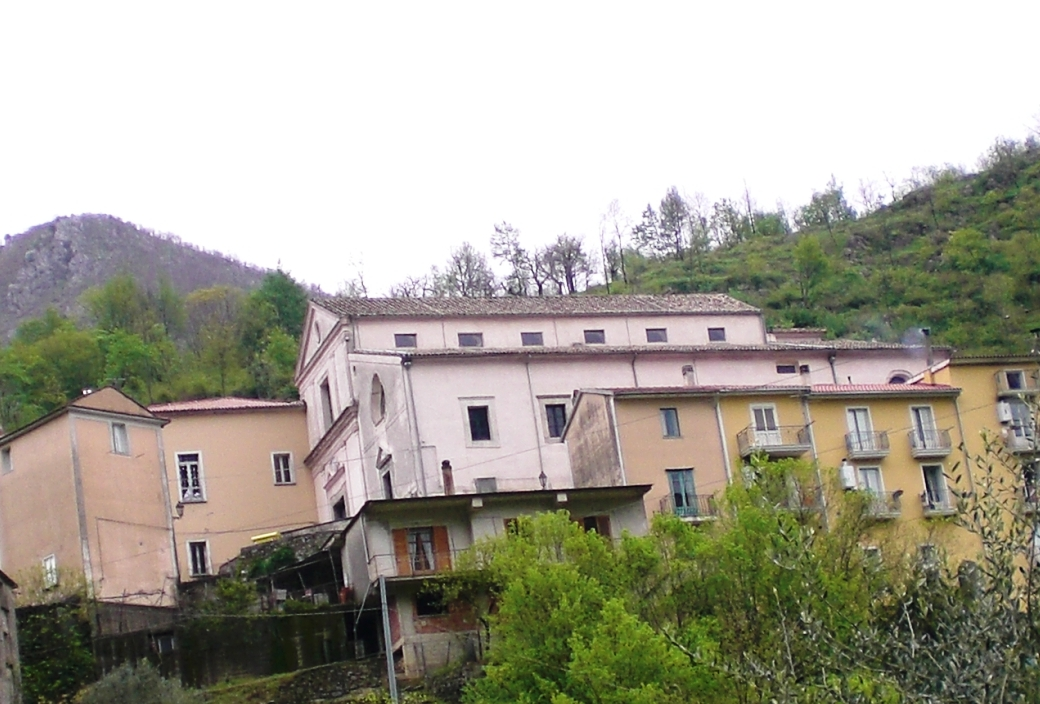
Ex complesso conventuale di San Bartolomeo, uno dei due edifici destinati un tempo a campo di internamento fascista

Durante il ventennio fascista due suoi edifici, l'ex convento di San Bartolomeo e l'ex convento della Concezione, furono destinati a campo di concentramento di ebrei e prigionieri politici. Per il comportamento degli abitanti la città ha ricevuto una medaglia d'oro al merito civile dal Quirinale, ed è stata promossa un'iniziativa presso lo Yad Vashem di Gerusalemme dal rabbino Scialom Bahbout, di fare attribuire a Campagna il titolo di Città dei Giusti.

## I bombardamenti del 1943
Durante la seconda guerra mondiale, il 17 settembre 1943, mentre numerosi civili erano in attesa di aiuti alimentari davanti all'attuale municipio a seguito di bombardamenti alleati morirono 177 persone. In loro ricordo nel municipio venne posta una lapide con l'elenco dei nomi.

## Il terremoto e la ripresa
Campagna dopo la seconda guerra mondiale aveva una popolazione di circa 10.000 abitanti e un'economia depressa, caratterizzata dal fenomeno emigratorio delle giovani generazioni.
Il terremoto dell'Irpinia del novembre 1980 ha devastato completamente la città. Con la ricostruzione e il relativo indotto economico l'economia si è ripresa, infatti la popolazione che era di 11.265 abitanti nel 1981, ha raggiunto i 15.311 nel 2001 e attualmente ha toccato i 16.100 nel 2009.

## Elenchi
Elenco parziale dei Signori, Marchesi e Duchi di Campagna e periodo di possesso.
Signori di Campagna
- Roberto, conte di Eboli (XI-XII secolo)
- Guglielmo II, conte di Principato (1098-1128)
- Nicola, conte di Principato (1128-1158)
- Enrico, conte di Principato (1158-1168)
- Riccardo di Medania, conte della Cerra (1191-1194)
- Filippo di Acerno (1254-1255)
- Galvano Lancia (1255-1266)
- Giovanni, conte d'Apia (1266-1268)
- Roberto, conte di Fiandra (1269)
- Guidone d'Alemagna (1269)
- Baldovino di Supino (1275)
- Andrea de Loghotetha di Salerno (1276)
- Giovanni d'Apia(1305-1320)
- Isabella d'Apia (1320-1375)
- Raimondello Orsini Del Balzo
- Giovanni Orsini di Gravina
- Francesco Orsini di Gravina (?-1503)
- Ferdinando Orsini di Gravina (1503-?)

Marchesi di Campagna
- Onorato I di Monaco (1532-1581)
- Carlo II di Monaco (1581-1589)
- Ercole di Monaco (1589-1604)
- Onorato II di Monaco (1604-1640)
- Girolamo Maria Caracciolo (1640-1660)
- Luigi I di Monaco (1660-1673)

Duchi di Campagna
- Nicola Pironti (1694-1726)
- Gaetano Pironti (1726-1742)
- Gennaro Pironti (1742-1801)
- Gaetano Pironti (1801-1817)
- Gennaro Pironti (1817-1844)
- Antonino Pironti (1844-1880)
- Luigi Pironti (1880-1921)
- Francesco Pironti (1921-1929)
- Luigi Pironti (1929-1948)
- Francesco Pironti (1948-1999)
- Luigi Pironti (1999-oggi)
- Francesco Pironti (erede)

Lelio conte Maffey (1640-1660)